# Aleksander Brzostowski
Aleksander Brzostowski herbu Strzemię (ur. po 1743, zm. w 1820 w Châlons-sur-Marne) – polski szlachcic, hrabia pruski, starosta wołkowyski, starosta sokołowski, poseł na sejmy, w tym Sejm Czteroletni, ostatni kasztelan mazowiecki, kawaler Orderu Orła Białego i Orderu Świętego Stanisława.

## Życiorys
Był najstarszym synem Adama i Genowefy ks. Ogińskiej h. Oginiec. Jego braćmi byli: Jan, Emanuel, Michał i Ksawery Franciszek (także został hrabią w 1798, dziadek Heleny Załuskiej).
Ojciec darował mu lenne dobra Mołodków w powiecie krzemienieckim. Po matce otrzymał Białozórkę. W 1790 odziedziczył po ojcu Czarnożyły, gdzie się przeniósł.
Posłował na sejm walny w 1776 z powiatu wołkowyskiego. W latach 1779–1782 był starostą wołkowyskim, później został starostą sokołowskim. W 1790 został posłem z ziemi wieluńskiej na drugą kadencję Sejmu Czteroletniego. 2 maja 1791 podpisał asekurację, w której zobowiązał się do popierania projektu Ustawy Rządowej. 20 kwietnia 1791 kasztelanię mazowiecką. 29 maja 1791 został przyjęty do Zgromadzenia Przyjaciół Konstytucji Rządowej
Był kawalerem Orderu Świętego Stanisława (1782) i Orderu Orła Białego (15 czerwca 1791). W 1798 otrzymał pruski tytuł hrabiowski. Wyjechał do Francji, gdzie zmarł.
Ożenił się z Anną Marią Wodzińską h. Jastrzębiec, z którą miał dwoje dzieci: Aleksandrę (żona Michała Świeykowskiego) i Michała (1782-1852, oficer).